# Клируотер (округ, Миннесота)
Кли́руотер (англ. Clearwater County) — округ в штате Миннесота, США. Административный центр — Багли. По оценочной переписи 2008 года в округе проживают 8249 человек. Площадь — 2667 км², из которых 2580 км² — суша, а 90 км² — вода. Плотность населения составляет 3 чел./км².

## История
Округ был основан в 1902 году.